# Room 8
Room 8 (* 1947 in Elysian Heights, Echo Park, Los Angeles, Kalifornien; † 13. August 1968 im Lockhart Pet Hospital in Hollywood, Kalifornien) war eine männliche Hauskatze, die als Schulkatze der Elysian Heights Elementary School in Echo Park Berühmtheit erlangte.

## Leben
Room 8 verschaffte sich im Jahr 1952 zum ersten Mal durch ein offenes Fenster Zutritt in die Grundschule von Elysian Heights. Seinen Namen erhielt der Kater nach der Zimmernummer. Die Domestic-Shorthair-Katze lebte fortan während des Schuljahres im Schulgebäude. Kurz vor den Sommerferien verschwand der Kater, um jedes Jahr zu Beginn des Schuljahres zurückzukehren. Er erreichte dadurch landesweite Berühmtheit und es warteten sogar Fernsehkameras auf seine Ankunft. Nachdem sich die ungewöhnliche Geschichte durch einen Hintergrundbericht in My Weekly Reader im ganzen Land verbreitet hatte, erhielt die Schule täglich bis zu 100 Briefe, die an den Kater gerichtet waren. Als er älter wurde, wurde Room 8 in einem Kampf verletzt und litt seitdem unter einer Lungenentzündung. Eine Familie in der Nähe der Schule nahm ihn in ihre Obhut. Der Kater blieb tagsüber in der Schule und am Ende des Schultages brachte der Hausmeister ihn zu der Familie zurück.
Über die Katze wurde ein Dokumentarfilm mit dem Titel Big Cat, Little Cat gedreht und sie wurde Star eines Kinderbuches namens A Cat Called Room 8. Die Zeitschrift Look berichtete im November 1962 auf drei Seiten mit Fotografien von Richard Hewett über die tierische Berühmtheit. 1971 widmete der Gitarrist Leo Kottke Room 8 ein Instrumental auf dem Album Mudlark.
Am 13. August 1968 verstarb Room 8 im Lockhart Pet Hospital in Hollywood. Die Los Angeles Times widmete ihm einen Nachruf mit drei Spalten und Bild. Nachrufe erschienen in weiteren Tageszeitungen bis nach Hartford, Connecticut. Der Kater wurde auf dem Los Angeles Pet Memorial Park in Calabasas beigesetzt. Der dazugehörige Grabstein wurde durch Spenden finanziert. Die Schule selbst widmete Room 8 eine Gedenktafel sowie einen Pfotenabdruck auf dem Gehweg vor der Schule.
1972 wurde die Stiftung The Room 8 Memorial Foundation gegründet. Das Katzentierheim kümmert sich um ausgesetzte Katzen und vermittelt sie an neue Besitzer.